# Jhimruk Khola
El Jhimruk Khola (Nepalès झिमरुक खोला) és un afluent esquerre del riu Rapti al Nepal.
El Jhimruk Khola té la seva font a la VDC Arkha, al districte de Pyuthan. El riu discorre per la cadena de Mahabharat en direcció sud-oest principalment. Flueix principalment al districte de Pyuthan. A la part alta del Jhimruk Khola flueix al llarg del límit del districte fins a Gulmi. La capital del districte Pyuthan es troba a la zona mitja. El curs inferior del riu és al districte d'Arghakhanchi.
El Jhimruk Khola té una longitud d'uns 90 km.